# تازة كند شش مال
تازة كند شش‌ مال هي قرية في مقاطعة أرومية، إيران. عدد سكان هذه القرية هو 50 في سنة 2006.